# Абасоло (муниципалитет Гуанахуато)
Абасоло (исп. Abasolo) — муниципалитет в Мексике, штат Гуанахуато, с административным центром в одноимённом городе. Численность населения, по данным переписи 2010 года, составила 84 332 человека.

## Общие сведения
Название Abasolo дано в честь Хосе Мариано Абасоло — героя войны за независимость от Испании.
Площадь муниципалитета равна 615 км², что составляет 2,01 % от общей площади штата. Он граничит с другими муниципалитетами штата Гуанахуато: на севере с Ромитой, на востоке с Ирапуато и Валье-де-Сантьяго, на юге с Уанимаро, и на западе с Пенхамо и Куэрамаро.

## Учреждение и состав
Муниципалитет был образован в 1870 году, в его состав входят 302 населённых пункта, самые крупные из которых:
| Код INEGI | Населённый пункт                                                                       | Численность населения (2005 год) | Численность населения (2010 год) |
| --------- | -------------------------------------------------------------------------------------- | -------------------------------- | -------------------------------- |
| 001       | Всего                                                                                  | 77094                            | 84332                            |
| 0001      | Абасоло (исп. Abasolo) (административный центр)                                        | 25386                            | 27389                            |
| 0117      | Ранчо-Нуэво-де-ла-Крус (исп. Rancho Nuevo de la Cruz) 20°38′54″ с. ш. 101°31′09″ з. д. | 3155                             | 3420                             |
| 0058      | Хоакин (исп. Estación Joaquín) 20°33′39″ с. ш. 101°31′07″ з. д.                        | 1950                             | 1960                             |
| 0057      | Уицатарито (исп. Huitzatarito) 20°29′25″ с. ш. 101°34′04″ з. д.                        | 1804                             | 1936                             |
| 0015      | Бокильяс (исп. Boquillas) 20°24′58″ с. ш. 101°25′55″ з. д.                             | 1516                             | 1704                             |
| 0196      | Лома-де-ла-Эсперанса (исп. Loma de la Esperanza) 20°39′34″ с. ш. 101°33′19″ з. д.      | 1472                             | 1541                             |
| 0060      | Лабор-де-Перальта (исп. Labor de Peralta) 20°24′35″ с. ш. 101°24′31″ з. д.             | 1414                             | 1418                             |

## Экономика
По статистическим данным 2000 года, работоспособное население занято по секторам экономики в следующих пропорциях: сельское хозяйство, скотоводство и рыбная ловля — 38,1 %, промышленность и строительство — 27,9 %, сфера обслуживания и туризма — 31,9 %, прочее — 2,1 %.

## Инфраструктура
По статистическим данным 2010 года, инфраструктура развита следующим образом:
- электрификация: 98 %;
- водоснабжение: 95,6 %;
- водоотведение: 82 %.

## Фотографии
- Абасоло
- Археологическая зона Перальта
- Лома-Бонита
- Мигель-Идальго